# Marco Jakobs
Marco Jakobs (* 30. Mai 1974 in Unna) ist ein ehemaliger deutscher Leichtathlet und Bobfahrer.
Seine Kindheit verlebte er in dem Dorf Hemmerde. Der Vierte der Junioreneuropameisterschaft 1993 im Diskuswurf war zwischen 1995 und 2003 fünfmal unter den ersten Acht bei Deutschen Meisterschaften. Seine Bestweite steht bei 64,96 Meter aus dem Jahr 1997. Mehrfach überbot er die Qualifikationsnorm für internationale Meisterschaften, aber gegen Weltmeister und Olympiasieger wie Lars Riedel und Jürgen Schult konnte sich Jakobs letztlich nie durchsetzen.
Trotzdem wurde auch er Olympiasieger, Weltmeister und Europameister, und zwar in der Bobbahn. Nach der Wiedervereinigung wurden auch in Westdeutschland regelmäßig Probetrainings für Leichtathleten durchgeführt, um deren Eignung für den Bobsport zu testen. Marco Jakobs konnte sowohl durch Schnelligkeit als auch durch Kraft überzeugen und gehörte über Jahre zum Team des Bob-Piloten Christoph Langen.
Bei den Olympischen Spielen 1998 gewann er zusammen mit Langen, Markus Zimmermann und Olaf Hampel Gold im Viererbob. 2001 wurde er mit Langen Weltmeister im Zweierbob und 2003 Europameister. Für diese Erfolge erhielt er das Silberne Lorbeerblatt.
Aufgrund gesundheitlicher Probleme mit seinem Rücken hörte er kurz danach mit dem Leistungssport auf. Parallel zu seiner sportlichen Karriere studierte er Sportwissenschaften an der Deutschen Sporthochschule Köln (DSHS). Nach dem Abschluss als Diplom-Sportwissenschaftler arbeitete Marco Jakobs zunächst von 2003 bis 2006 in einer Arztpraxis als Sporttherapeut und Personal Trainer. Seither war er im Arzneimittel-Vertrieb tätig und ist Sales Director national für einen Hersteller von Reha- und Krafttrainingsgeräten.
Marco Jakobs lebt in Köln.